# Olfacte

El sistema olfactiu humà: 1: Bulb olfactori 2: Cèl·lules mitrals 3: Os 4: Epiteli nasal 5: Glomèruls 6: Cèl·lules receptores olfactives.

L’olfacte (del llatí olfactus) és el sentit encarregat de detectar i processar les olors. S'ha definit l'olfacte com un sentit químic, en el qual actuen com a estimulant les partícules aromàtiques o odoríferes despreses dels cossos volàtils. A través de l'aire inspirat, aquestes entren en contacte amb l'epiteli olfactiu, situat al nas. El sentit de l'olfacte en els éssers vius té funcions vitals per a garantir la supervivència: permet d'avaluar l'estat i la qualitat nutritiva dels aliments, identificar perills mediambientals com ara el fum o el nivell d'humitat, o reconèixer territoris demarcats. En els animals és el sentit que aporta més informació sobre la presa, sigui aquesta per a ser menjada o per a reproduir-se, ja que en possibilita la detecció de la seva olor, tot i no ser vista encara pel depredador. En els éssers humans, però, el sentit de l'olfacte no és necessari per a la supervivència, però millora la qualitat de vida, i les seves dues funcions principals són reconèixer i identificar les olors de l'entorn, i ajudar a reconèixer i identificar el sabor del menjar.
Ensumar aporta informació de tres components: el sensorial, que permet discernir entre diferents olors; el sensitiu, que informarà sobre la sensació que provoca una determinada olor (picor, calor, fredor, dolor, molèstia, etc.) i el component hormonal-sexual, que detecta la presència d'hormones sexuals.
El sentit de l'olfacte té un paper molt important en la percepció del gust. Quan els aliments són mastegats i paladejats alliberen substàncies volàtils que capta el sistema olfactori i n'envia senyals al cervell. Aquest els interpreta conjuntament amb els senyals gustatius per a percebre'n el sabor.

## Funció
Les substàncies odorants són compostos químics volàtils, alliberats per objectes olorosos, que són transportats per l'aire i es perceben en inspirar. Aquestes molècules són detectades pels quimioreceptors situats a les cèl·lules olfactives sensorials de la fosa nasal i les parets laterals de cada cavitat. Una capa de mucositat nasal aquosa capta i dissol l'olor i transporta les molècules aromàtiques als cilis, microtúbuls que contenen els receptors olfactoris, amb l'ajuda de proteïnes fixadores. Als cilis, les molècules odoríferes s'uneixen a receptors específics que transformen senyals químics en respostes elèctriques. Una olor podria activar diferents cèl·lules receptores i diverses olors podrien activar una mateixa cèl·lula receptora. La sensació d'ensumar una olor concreta depèn del tipus de receptors estimulats. En canvi, quan parlem de la intensitat d'una olor, ens referim a la quantitat de receptors activats.
L'estímul olfactiu, gràcies a l'activació dels receptors nasals, entra al crani a través de prolongacions nervioses de les cèl·lules olfactives i arriba al bulb olfactori, situat a la regió anterior del cervell. Allà la informació olfactiva es codifica i es distribueix a través de cèl·lules receptores especials per les diferents parts del cervell fins a arribar a les zones de la presa de consciència, a les regions temporal i frontal. Per altra banda, també finalitza al sistema límbic i l'hipotàlem, zones fonamentals per al processament de la memòria i la informació emocional.
Tota olor és una substància química dotada d'una estructura tridimensional: pes atòmic, molecular i propietats fisicoquímiques. Que una substància odorant es pugui detectar a través del tacte de les fibres nervioses distribuïdes per la mucosa nasal és el que permetrà reconèixer si aquesta proporciona una sensació de picor, calor, fredor, dolor, molèstia, etc. Ensumar aporta informació de tres components: el sensorial, que permet discernir entre diferents olors; el sensitiu, que informarà sobre la sensació que provoca una determinada olor i el component hormonal-sexual, que detecta la presència d'hormones sexuals.
El sentit de l'olfacte té un paper molt important en la percepció del gust. Així doncs, quan els aliments són mastegats i paladejats alliberen substàncies volàtils que capta el sistema olfactori i s'envien senyals al cervell. Aquest els interpreta conjuntament amb els senyals gustatius per a percebre'n el sabor.

## Anatomia

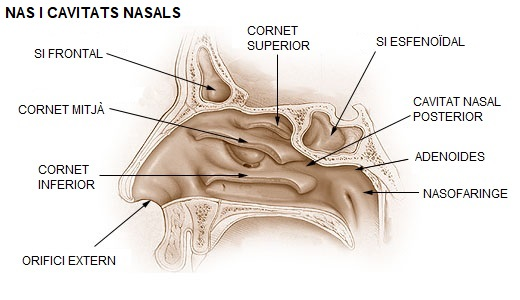
Nas i cavitats nasals

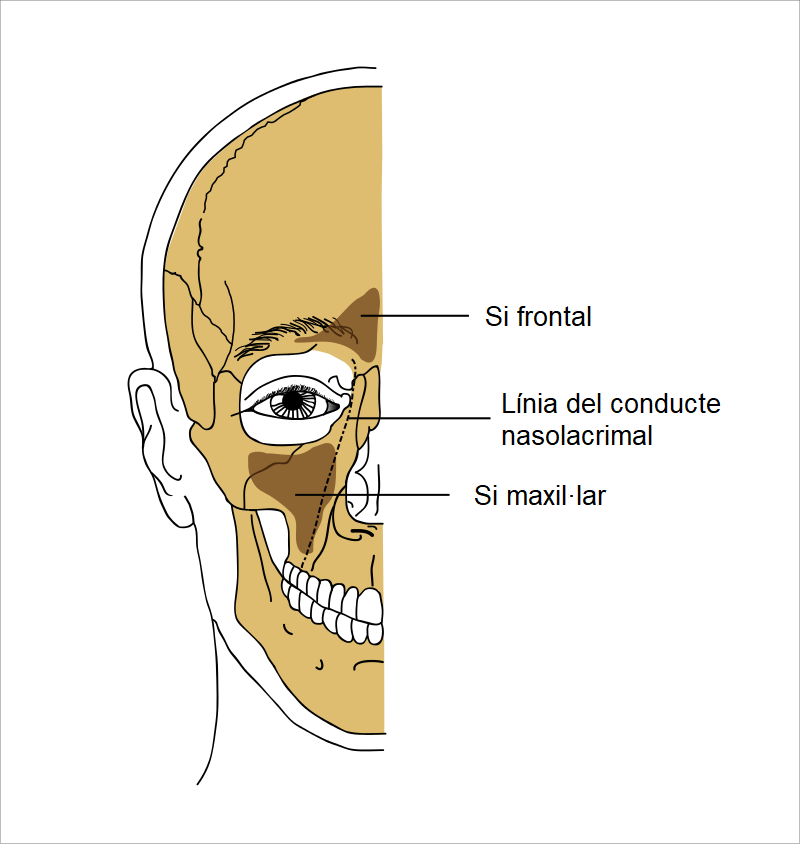
Ubicació del si frontal i maxil·lar al crani

L'òrgan olfactiu està constituït per dues fosses nasals amb obertures exteriors, per on entren les partícules odoríferes (compostos químics volàtils). Aquestes dues fosses nasals estan separades pel septe nasal (estructura laminar osteocartilaginosa), situat a la part mitjana de la piràmide nasal, en disposició vertical. A cada fossa nasal, s'estenen horitzontalment, al llarg de la paret lateral de la cavitat nasal, els cornets nasals (estructures cartilaginoses), dividits en cornet inferior (que no participa en el procés de detecció de les olors), cornet mitjà i cornet superior. La làmina cribrosa és una estructura òssia perforada per nombrosos orificis a través dels quals passen els nervis olfactoris procedents de les fosses nasals cap al bulb olfactori.
Les neurones que reconeixen i identifiquen les olors es troben a la part superior de les fosses nasals, l'àrea olfactòria perifèrica. Les molècules odoríferes es dissolen a la mocosa olfactòria, anomenada pituïtària groga, i segueixen un camí de cèl·lules que formen l'epiteli olfactori. Aquest epiteli té una superfície aproximada de 5 cm², i està format per cèl·lules basals, cèl·lules de sosteniment, glàndules olfactives (glàndules de Bowman) i els receptors olfactius.
Les cèl·lules basals són cèl·lules mare que regeneren les cèl·lules de l'epiteli per substituir les cèl·lules danyades o velles. Les cèl·lules de sosteniment són cèl·lules no neuronals que proporcionen suport físic, nutricional i aïllament elèctric entre les cèl·lules receptores. Les glàndules de Bowman fabriquen el moc que recobreix l'epiteli. Els receptors olfactius són neurones bipolars i els seus axons formen part del nervi olfactori, que envien la informació en forma d'impuls nerviós cap al bulb olfactori.
El bulb olfactori està situat a la part inferior del cervell, per sobre la làmina cribrosa, i està format per cèl·lules mitrals i cèl·lules en plomall, neurones que fan sinapsi amb els axons del nervi olfactiu. Els axons de les neurones del bulb, es projecten cap a diferents àrees del cervell implicades en el sistema olfactori, especialment en dues. L'àrea del cervell encarregada d'identificar i discriminar les olors és l'escorça orbitofrontal, al lòbul frontal. Permet la percepció de les olors, ser-ne conscients. Aquesta part del còrtex es troba a la superfície inferior del lòbul frontal. I l'àrea encarregada de desencadenar les respostes emocionals és el nucli cortical de l'amígdala (aspectes motivacionals i emocionals de l'olfacte) i l'escorça entorínica, l'hipocamp (relacionat amb la memòria), que formen part del sistema límbic. Aquesta via és la que permet que una olor produeixi sentiments o activi memòries, abans que la mateixa persona identifiqui l'olor.

## Receptors olfactius

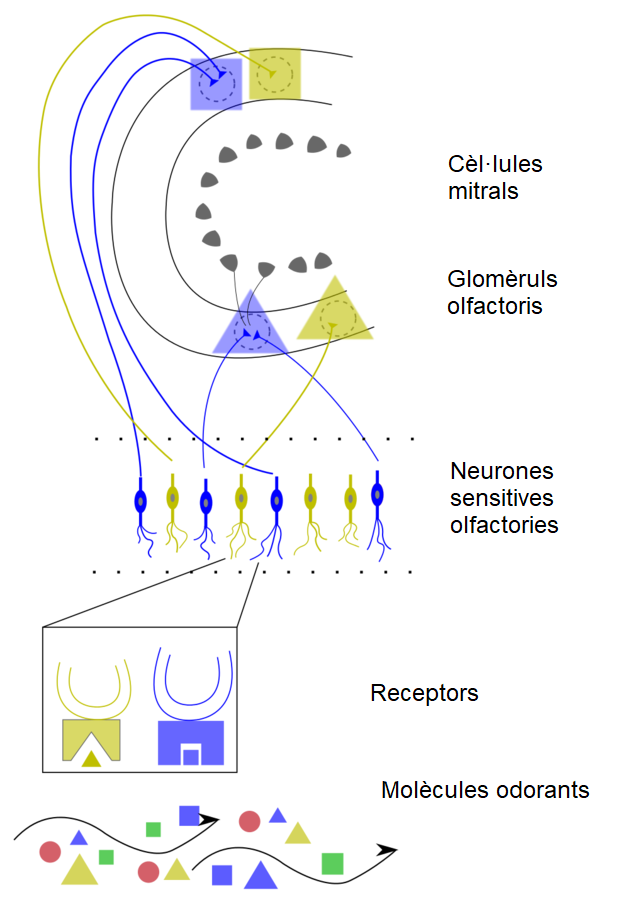
Sistema olfactiu

Els receptors olfactius són els que capten les molècules odoríferes volàtils i es troben sota la pituïtària groga, a l'epiteli olfactiu. Aquestes molècules han de ser volàtils per poder dissoldre's a la mocosa i ser captades pels receptors (neurones bipolars). A l'epiteli olfactiu hi ha uns 6 milions de cèl·lules receptores capaces de detectar fins a 10.000 olors diferents. Cada una de les cèl·lules sensitives, tenen un tipus de receptor.
Aquestes neurones bipolars tenen dendrites exposades a la capa mucosa i, amb els cilis, que generen moviment, capten les molècules. A la membrana plasmàtica dels cilis, hi ha els receptors de tipus GPCR (fins a 400 proteïnes diferents), que estan acoblats a proteïna-G. Quan la molècula odorífera activa el receptor, la proteïna-G activa un enzim de membrana que s'anomena Adenilil Ciclasa. Aquest enzim converteix l'ATP en AMP cíclic. L'AMP cíclic és un segon missatger que obre un canal iònic de tipus CNG. Quan el canal iònic s'obre, cations entren a la cèl·lula i això genera una despolarització de la neurona. A més a més, d'un segon canal iònic fa que el clor (un anió) surti de la cèl·lula, contribuint encara més a la despolarització de la neurona. Quan la despolarització de la neurona supera el llindar, es genera un potencial d'acció al llarg de l'axó, transmetent l'impuls nerviós a través del tracte olfactiu cap a les àrees cerebrals. En definitiva, als receptors olfactius, es duu a terme la transducció, tot aquest procés, que consisteix en la conversió de l'energia química de l'estímul en un potencial d'acció (impuls nerviós).

## Fisiologia
Dins de la cavitat nasal, es troba l'epiteli olfactiu, format per uns 6 milions de cèl·lules receptores. Cada receptor té una dendrita exposada cap a la cara luminal de l'epiteli, i un axó que es projecta a través de la làmina cribrosa fins al bulb olfactiu.
Quan l'odorant interactua amb el receptor, comença el procés de transducció (conversió de l'energia de l'estímul en un potencial d'acció dins un receptor sensorial). S'activa l'enzim adenilat ciclasa per a la producció de monofosfat d'adenosina cíclic (cAMP), que acaba creant un potencial d'acció (PA) despolaritzant en la membrana de la cèl·lula receptora. Quan aquest PA despolaritzant supera el seu llindar, es desencadena un potencial d'acció al llarg de l'axó, transmetent l'impuls nerviós a través del tracte olfactiu.
El llindar del potencial d'acció per a l'olfacte és molt baix, de manera que a una concentració molt baixa de substància odorífera en l'aire, els receptors ja són capaços de detectar-lo. Un cop la molècula ja ha entrat en contacte amb els receptors, s'inicia l'adaptació a l'olor, és a dir, que disminueix la sensibilitat a aquella molècula en concret.
El bulb olfactiu està situat a la part inferior del cervell, per sobre la làmina cribrosa de l'os etmoide. Està format per neurones de segon ordre, anomenades cèl·lules mitrals i cèl·lules en plomall. Els axons dels receptors, estableixen sinapsi amb aquestes cèl·lules, formant unes estructures anomenades glomèruls. Cada glomèrul, rep els axons d'aquells receptors que expressen el mateix tipus de proteïna receptora, de manera que s'activa un patró diferent per a cada odorant. El cervell és capaç d'identificar i distingir les olors segons els patrons que desencadenen. Els axons dels glomèruls es projecten cap a diferents àrees del cervell implicades en el sistema olfactiu.
S'han identificat tres vies olfactives. La primera és coneguda com a sistema olfactiu arcaic, que s'encarrega dels reflexos olfactius bàsics, aquesta via condueix la informació fins a l'escorça orbitofrontal (lòbul frontal) on s'identifiquen i es discriminen les olors. Després, un sistema anomenat antic, que proporciona un control automàtic per a l'aprenentatge parcial de la ingestió d'aliments, així com el rebuig d'aliments tòxics o poc saludables, aquesta via es projecta cap al nucli cortical de l'amígdala i l'escorça entorrinal (hipocamp), que formen part del sistema límbic, implicat en les respostes afectives i hedòniques, i la memòria. És l'encarregat de desencadenar les respostes emocionals, una olor et pot transmetre sensacions agradables o desagradables. Finalment, hi ha una tercera via, el sistema recentment identificat que s'encarrega de la percepció conscient de l'olfacte.
Des del punt de vista fisiològic, el sentit de l'olfacte i el gust estan relacionats entre sí i són part del nostre sistema sensorial químic. Gairebé tot el que considerem gust (un 95%) ho detectem amb l'olfacte, i el cervell analitza i interpreta la informació olfactiva.

## Malalties olfactives
Les persones amb trastorns de l'olfacte poden patir una pèrdua en la capacitat d'olorar o canvis en com perceben les olors. Els trastorns estan produïts per lesions relacionades amb les fosses nasals, amb òrgans afins o amb processos sistèmics, neurològics o tumorals. També poden aparèixer davant lesions traumàtiques, relacionades amb determinades teràpies i amb l'edat.
Els trastorns del sentit de l'olfacte poden ser de diferents tipus:
Alteracions quantitatives:
- Anòsmia: Pèrdua del sentit de l'olfacte, incapacitat de detectar cap tipus d'olor.[11] En poques ocasions es pot néixer sense el sentit de l'olfacte, el qual es denomina anòsmia congènita. Apareix, a més, en casos d'infeccions víriques, consum de medicaments, radioteràpia, traqueostomia, traumatismes i malaltia de Wernicke.[10]
- Hipoòsmia: Reducció de la capacitat d'apreciació d'olors.[11]Pot aparèixer en casos de pòlips en fosses nasals, sinusitis, problemes dentals, infeccions, càncer i malaltia de Parkinson.[10]
- Hiperòsmia: Trastorn que suposa l'augment exagerat de la sensibilitat cap a les olors. Es dona en alteracions neuronals, embaràs, malaltia d'Addison, malaltia de Basedow, fibrosi quística i menopausa.[10]

Alteracions qualitatives:
- Paròsmia: Percepció d'olors imaginàries.[11]És un canvi en la percepció normal de les olors, per exemple, quan es distorsiona l'olor d'alguna cosa familiar, o quan alguna cosa que normalment agradava, tot d'una es torna desagradable (cacòsmia). Pot aparèixer en l'epilèpsia, malaltia de Parkinson, malalties psiquiàtriques i en persones d'avançada edat.[10]
- Disòsmia: Sentit distorsionat de l'olfacte, dificultat per percebre olors.[10][11]
- Cacòsmia: perversió del sentit de l'olfacte, que fa agradables els olors repugnats o fètids.[11]
- Fantòsmia: Sensació olfactòria sense presencia d'un estímul. També s'anomena al·lucinació olfactòria.

En general, els trastorns de l'olfacte es produeixen per:
- Pèrdua de transport: desviació del tabic nasal, infeccions per virus, pòlips nasals, rinitis al·lèrgica.
- Pèrdua sensorial: exposició a fàrmacs, radioteràpia, toxines.
- Pèrdua nerviosa: alcoholisme, depressió, malaltia d'Alzheimer, diabetis, tabaquisme, etc.[11]

Tant els trastorns de l'olfacte com els de el gust són diagnosticats per un otorrinolaringòleg, un metge que s'especialitza en trastorns de l'oïda, nas, gola, cap i coll. Una avaluació precisa d'un trastorn de l'olfacte inclourà, entre altres coses, un examen físic de les oïdes, nas i gola; una revisió de la història mèdica, incloent l'exposició a substàncies químiques tòxiques o possibles lesions; i una prova de l'olfacte administrada per un professional de la salut.